# Lamprotornis nitens
El estornino de El Cabo  o estornino brillante de hombros rojos (Lamprotornis nitens) es una especie de ave paseriforme de la familia Sturnidae encontrado en el sur de África, donde vive en los bosques, sabanas y suburbios.

## Descripción
Los adultos del estornino de El Cabo tienen una longitud de alrededor de 25 cm y pesan alrededor de 100 gramos. El tamaño y el peso es regionalmente tan diverso como la coloración que va del azul a matices de azul verdoso. El plumaje es de un color satinado uniforme bastante brillante. La cabeza es de color azul con las coberteras auriculares más oscuras y las partes superiores del cuerpo son de color azul verdoso. Tiene plumas de color rojizo-violeta en los hombros, que a menudo son difíciles de ver. La aparición de color depende altamente de las condiciones de iluminación. Las patas y el pico son de color negro. Los ojos de los adultos tienen tonos de color amarillo brillantes a naranja.
Tiene una canto trinado largo que puede incluir una imitación de los sonidos que escucha en su entorno.

## Distribución y hábitat

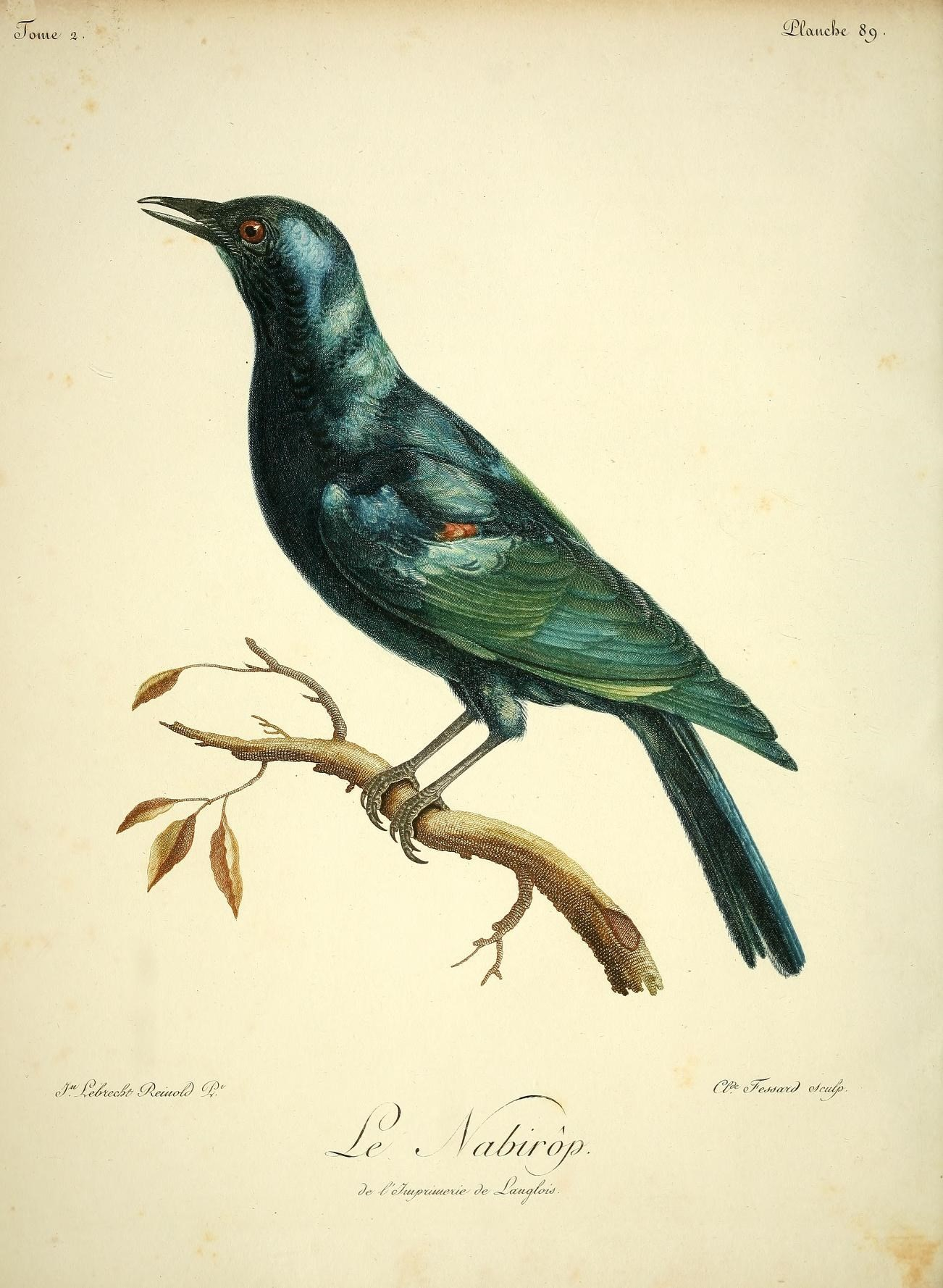
Ilustración de François Levaillant.

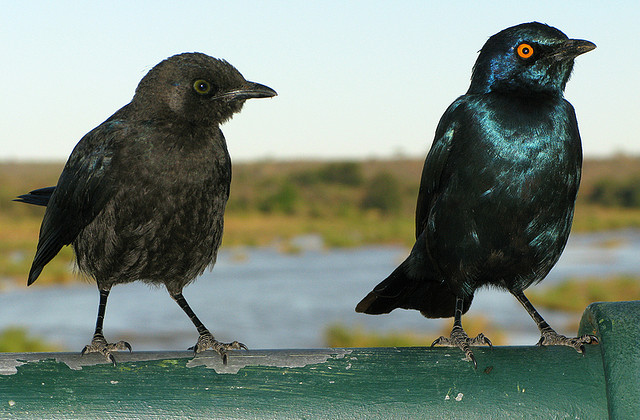
Adulto y juvenil en Sudáfrica.

Se distribuye en la parte sur de África. Su área de distribución abarca el extremo sur de Gabón, el oeste y sur de Angola, el extremo sur de Zambia, la mitad meridional de Zimbabue, Namibia, Botsuana, Lesoto y Sudáfrica. Es vagabundo en la República del Congo, pero no se reproduce allí. En los otros países de su área de distribución es especie residente (no migratoria) y su extensión geográfica es de aproximadamente 3 000 000 km². No es un ave de bosques densos o de pastos y no está asociada con ningún tipo de planta en particular. Se presenta en bosques abiertos, plantaciones, sabanas, bushveld, pastizales ásperos, parques y jardines y es bastante numeroso en el Kalahari central donde viven en árboles dispersos.

## Comportamiento
Es un ave gregaria y forma grandes bandadas en la temporada no reproductiva. Por lo general, se alimenta del suelo, a menudo junto a otras especies de estorninos como el estornino bicolor, el estornino pinto, el estornino orejiazul, el estornino orejiazul chico, el estornino carunculado y el estornino de Burchell. Está habituado a los seres humanos y su dieta incluye frutas, insectos y néctar. A veces se alimenta de ectoparásitos que recoge las espaldas de otros animales y en ocasiones visita comederos para pájaros.
La cría tiene lugar principalmente entre octubre y febrero, pero puede continuar en abril en Namibia. Anida en grietas como huecos de los árboles y compite con otras aves que buscan utilizar estos agujeros. Es hospedero del indicador grande, un parásito de cría que pone sus huevos en los nidos de otras aves. En un nido observado en un árbol de espinas en el borde del Kalahari, los polluelos fueron alimentados predominantemente de saltamontes, langostas, hormigas y escarabajos, también recibieron frutas, larvas de insectos y otros invertebrados pequeños.